# Карлос Паленсія
Карлос Паленсія (ісп. Carlos Palencia; нар. 22 серпня 1981) — колишній мексиканський тенісист.
Найвищу одиночну позицію світового рейтингу — 435 місце досяг 22 травня 2006, парну — 269 місце — 30 липня 2007 року.
Здобув 1 парний титул.

## Фінали ATP Челленджер і ITF Ф'ючерс

### Одиночний розряд: 7 (3–4)
| Легенда              |
| -------------------- |
| ATP Челленджер (0–0) |
| ITF Ф'ючерс (3–4)    |

| Фінали за покриттям |
| ------------------- |
| Тверде (2–3)        |
| Ґрунт (1–1)         |
| Трава (0–0)         |
| Килим (0–0)         |

| Результат | В-П | Дата     | Турнір                            | Рівень  | Покриття | Суперник          | Рахунок                 |
| --------- | --- | -------- | --------------------------------- | ------- | -------- | ----------------- | ----------------------- |
| Поразка   | 0–1 | Тра 2004 | Мексика F6A, Коацакоалькос        | Ф'ючерс | Тверде   | Едуарду Борер     | 2–6, 6–3, 1–6           |
| Поразка   | 0–2 | Тра 2005 | Мексика F6, Агуаскальєнтес        | Ф'ючерс | Ґрунт    | Рафаел Дюрек      | 6–7(4–7), 3–6           |
| Перемога  | 1–2 | Тра 2005 | Мексика F7, Морелія               | Ф'ючерс | Тверде   | Сантьяго Гонсалес | 6–3, 2–6, 6–4           |
| Поразка   | 1–3 | Сер 2005 | Мексика F11, Тіхуана              | Ф'ючерс | Тверде   | Джейсон Маршалл   | 2–6, 5–7                |
| Поразка   | 1–4 | Сер 2006 | Венесуела F2, Каракас             | Ф'ючерс | Тверде   | Йоні Ромеро       | 4–6, 3–6                |
| Перемога  | 2–4 | Жов 2006 | Мексика F16, Сьюдад Обрегон       | Ф'ючерс | Тверде   | Пітер Шултс       | 4–6, 6–0, 6–3           |
| Перемога  | 3–4 | Тра 2007 | Мексика F4, Гвадалахара (Мексика) | Ф'ючерс | Ґрунт    | Віктор Ромеро     | 5–7, 7–6(7–3), 7–6(7–1) |

### Парний розряд: 32 (15–17)
| Легенда              |
| -------------------- |
| ATP Челленджер (1–0) |
| ITF Ф'ючерс (14–17)  |

| Фінали за покриттям |
| ------------------- |
| Тверде (11–13)      |
| Ґрунт (4–4)         |
| Трава (0–0)         |
| Килим (0–0)         |

| Результат | В-П   | Дата     | Турнір                            | Рівень     | Покриття | Партнер                | Суперники                                | Рахунок               |
| --------- | ----- | -------- | --------------------------------- | ---------- | -------- | ---------------------- | ---------------------------------------- | --------------------- |
| Поразка   | 0–1   | Чер 2004 | Мексика F8, Торреон               | Ф'ючерс    | Тверде   | Родрігу-Антоніу Гріллі | Едуарду Борер Андре Гем                  | 6–3, 1–6, 6–7(1–7)    |
| Поразка   | 0–2   | Сер 2004 | Іспанія F17, Шатіва               | Ф'ючерс    | Ґрунт    | Едуардо Магадан-Кастро | Х-М Родрігес Аркаїтс Угарте              | 3–6, 3–6              |
| Поразка   | 0–3   | Жов 2004 | Мексика F12, Торреон              | Ф'ючерс    | Тверде   | Даніель Гарса          | Віктор Ромеро Михайло Коган              | 1–6, 2–6              |
| Поразка   | 0–4   | Кві 2005 | Мексика F3, Гвадалахара (Мексика) | Ф'ючерс    | Ґрунт    | Пабло Мартінес         | Ендрю Андерсон Роджер Андерсон           | 4–6, 1–6              |
| Перемога  | 1–4   | Тра 2005 | Мексика F4, Селая                 | Ф'ючерс    | Тверде   | Пабло Мартінес         | Девід Ловентал Ніколас Монро             | 6–4, 6–4              |
| Перемога  | 2–4   | Тра 2005 | Мексика F7, Морелія               | Ф'ючерс    | Тверде   | Пабло Мартінес         | Альфонсо Перес-Вільєгас Роландо Варгас   | 6–1, 6–3              |
| Поразка   | 2–5   | Сер 2005 | Мексика F10, Монтеррей            | Ф'ючерс    | Тверде   | Кріс Квон              | Санджин Садовіч Карл Торсен              | 3–6, 6–2, 6–7(3–7)    |
| Поразка   | 2–6   | Жов 2005 | Мексика F13, Торреон              | Ф'ючерс    | Тверде   | Бруно Ечагарай         | Міхал Доманський Давід Олейнічак         | 4–6, 4–6              |
| Поразка   | 2–7   | Жов 2005 | Мексика F15, Сьюдад Обрегон       | Ф'ючерс    | Тверде   | Бруно Ечагарай         | Джонатан Чу Алберто Франсіс              | 6–2, 6–7(5–7), 2–6    |
| Перемога  | 3–7   | Бер 2006 | Мексика F3, Четумаль              | Ф'ючерс    | Тверде   | Бруно Ечагарай         | Миха Грегорць Маріо Вергара              | 6–2, 6–1              |
| Поразка   | 3–8   | Бер 2006 | Мексика F4, Канкун                | Ф'ючерс    | Тверде   | Бруно Ечагарай         | Джонсон Гарсія Йоні Ромеро               | 3–6, 2–6              |
| Поразка   | 3–9   | Тра 2006 | Мексика F8, Лос-Мочіс             | Ф'ючерс    | Ґрунт    | Мігель Гальярдо-Вальєс | Майкл Джонсон Свен Свіннен               | 6–4, 3–6, 4–6         |
| Перемога  | 4–9   | Сер 2006 | Венесуела F3, Валенсія            | Ф'ючерс    | Тверде   | Мігель Гальярдо-Вальєс | Крістоф Пальмансгофер Джейсон Зіммерманн | 6–0, 6–0              |
| Перемога  | 5–9   | Сер 2006 | Мексика F13, Монтеррей            | Ф'ючерс    | Ґрунт    | Мігель Гальярдо-Вальєс | Лестер Кук Шейн Ла Порт                  | 6–3, 6–4              |
| Перемога  | 6–9   | Жов 2006 | Мексика F16, Сьюдад Обрегон       | Ф'ючерс    | Тверде   | Рафаел Дюрек           | Стівен Амрітрадж Людовік Вальтер         | 5–7, 6–3, 6–4         |
| Поразка   | 6–10  | Жов 2006 | Мексика F17, Сьюдад Обрегон       | Ф'ючерс    | Тверде   | Мігель Гальярдо-Вальєс | П'єрр-Людовік Дюкло Рафаел Дюрек         | 2–6, 4–6              |
| Перемога  | 7–10  | Жов 2006 | Мексика F18, Масатлан             | Ф'ючерс    | Тверде   | Мігель Гальярдо-Вальєс | Віктор Ромеро Бруно Родрігес             | 6–2, 6–2              |
| Перемога  | 8–10  | Січ 2007 | Сальвадор F1, Санта-Текла         | Ф'ючерс    | Ґрунт    | Мігель Гальярдо-Вальєс | Крістіан Паїс Богдан-Віктор Леонте       | 6–2, 6–3              |
| Поразка   | 8–11  | Січ 2007 | Гватемала F1, Гватемала (місто)   | Ф'ючерс    | Тверде   | Мігель Гальярдо-Вальєс | Лестер Кук Шейн Ла Порт                  | 3–6, 5–7              |
| Поразка   | 8–12  | Січ 2007 | Панама F1, Панама                 | Ф'ючерс    | Ґрунт    | Мігель Гальярдо-Вальєс | Хуан-Пабло Амадо Маурісіо Дорія-Медіна   | 5–7, 3–6              |
| Перемога  | 9–12  | Кві 2007 | Мехіко, Мексика                   | Челленджер | Тверде   | Мігель Гальярдо-Вальєс | Брендан Еванс Браян Вілсон               | 6–3, 6–3              |
| Перемога  | 10–12 | Тра 2007 | Мексика F3, Кордова               | Ф'ючерс    | Тверде   | Мігель Гальярдо-Вальєс | Джоел Кілбовіч Бред Померой              | 6–1, 6–4              |
| Перемога  | 11–12 | Тра 2007 | Мексика F4, Гвадалахара (Мексика) | Ф'ючерс    | Ґрунт    | Мігель Гальярдо-Вальєс | Ніколас Монро Бред Померой               | 6–4, 6–2              |
| Перемога  | 12–12 | Чер 2007 | США F12, Луміс                    | Ф'ючерс    | Тверде   | Мігель Гальярдо-Вальєс | Сковілл Дженкінс Микита Кривонос         | 6–3, 6–2              |
| Поразка   | 12–13 | Жов 2007 | Мексика F10, Сьюдад Обрегон       | Ф'ючерс    | Тверде   | Фернандо Кабрера       | Джоел Кілбовіч Росс Вілсон               | 6–7(3–6), 3–6         |
| Поразка   | 12–14 | Лис 2007 | Мексика F11, Сьюдад Обрегон       | Ф'ючерс    | Тверде   | Фернандо Кабрера       | Мартін Еммріх Давід-Філіпп Стоян         | 2–6, 5–7              |
| Поразка   | 12–15 | Лис 2007 | Мексика F12, Масатлан             | Ф'ючерс    | Тверде   | Фернандо Кабрера       | Філіп Бестер Гленн Вейнер                | 3–6, 2–6              |
| Поразка   | 12–16 | Кві 2008 | Мексика F4, Кордова               | Ф'ючерс    | Тверде   | Сантьяго Гонсалес      | Ніл Бамфорд Джошуа Гудолл                | 0–0 ret               |
| Перемога  | 13–16 | Вер 2008 | Мексика F9, Metepec               | Ф'ючерс    | Тверде   | Мігель Гальярдо-Вальєс | Хуан-Мануель Елісондо Мануель Санчес     | 6–4, 6–4              |
| Поразка   | 13–17 | Тра 2009 | Мексика F3, Кордова               | Ф'ючерс    | Тверде   | Сантьяго Гонсалес      | Сесар Рамірес Хуан-Мануель Елісондо      | 4–6, 7–5, [10–12]     |
| Перемога  | 14–17 | Тра 2009 | Мексика F6, Гвадалахара (Мексика) | Ф'ючерс    | Ґрунт    | Мігель Гальярдо-Вальєс | Антоніо Руїс-Росалес Фернандо Кабрера    | 6–4, 6–3              |
| Перемога  | 15–17 | Тра 2010 | Мексика F2, Кордова               | Ф'ючерс    | Тверде   | Сантьяго Гонсалес      | Мігель Гальярдо-Вальєс Пабло Мартінес    | 5–7, 7–6(7–4), [10–8] |